# Hästdjur
Hästdjur (Equidae) är en familj i ordningen uddatåiga hovdjur. Familjens enda i dag levande släkte är Equus, men fossil visar på en stor mängd andra utdöda släkten.

## Utseende
Hästdjur är ganska stora däggdjur och de har en enda tå på varje fot. Tanduppsättningen är inriktad på föda som främst består av gräs. De har skarpa framtänder för att skära av gräs och kindtänder med många åsar och rännor på toppen för att smula ner födan. Arternas mag- tarmsystem är specialiserat för att bryta ner cellulosa. Den tjocka pälsen är hos vildlevande exemplar ofta enfärgad med undantag av zebror och den utdöda kvaggan som kännetecknas av strimmor. Typiskt för huvudet är stora ögon på sidorna och öron som kan riktas åt olika håll.

## Utbredning
Ursprungligen vilda hästdjur lever i östra och södra Afrika samt i Centralasien. Tama och förvildade former av hästen lever på alla kontinenter förutom Antarktis. Hästdjur vistas i öppna landskap som savanner, stäpper och öknar.

## Systematik
Hästdjurens evolution från den skogslevande Hyracotherium som levde för cirka 54 miljoner år sedan, ungefär lika stor som en räv, fram till den moderna hästen är väl beskriven.
Hästdjuren tillhör ordningen uddatåiga hovdjur (Perissodactyla) som kännetecknas av hovar och ett udda antal tår på varje fot. De har rörlig överläpp och tänder med likartad formel. Detta visar att hästdjuren delar en gemensam förfader med tapirer och noshörningar.
De uddatåiga hovdjuren utvecklades under sen paleocen, mindre än 10 miljoner år efter massutdöendet vid slutet av krita. Denna grupp av djur verkar från början ha varit specialiserad för tropiska regnskogar, men medan tapirer, och i viss mån noshörningar, behöll denna anpassning, anpassade sig hästdjuren i stället till ett liv i torrare klimat på stäppen.
Den moderna hästens tidiga förfäder hade flera utspridda tår, en anpassning till den mjuka, fuktiga marken i urskogarna. När olika arter av gräs och halvgräs uppstod och stäpperna bredde ut sig, förändrades hästdjurens diet från lövverk till gräs. Detta resulterade bland annat i att deras tänder blev längre och slitstarkare. Samtidigt gjorde det nya predationstrycket att hästdjuren utvecklades till att bli snabbare för att undkomma större rovdjur. Detta resulterade i längre ben och att några av tårna lyftes upp från marken så att kroppens vikt gradvis i allt större utsträckning kom att ligga på den längsta, tredje, tån.

### Forskningshistoria

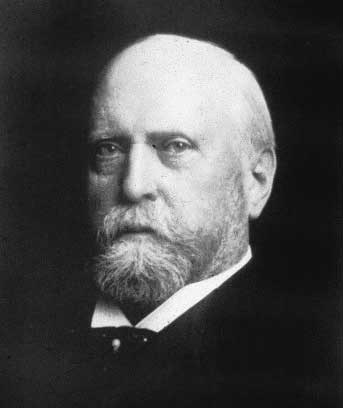
Othniel Charles Marsh upptäckte många av de tidiga fossilen av hästdjur.

En rad fossil som upptäcktes i Nordamerika av paleontologen Othniel Charles Marsh under 1870-talet låg till grund för en kedja av arter som ansågs utgöra den utvecklingslinje som ledde fram till den moderna hästen. Kedjan börjar med Hyracotherium och slutar med den moderna hästen (Equus) och populariserades av Thomas Huxley. Denna utvecklingslinje blev ett av de mest spridda exemplen på tydlig evolutionär utveckling. Hästens utvecklingslinje inkluderades i många läroböcker i biologi, och kedjan av övergångsfossiler ställdes ut på American Museum of Natural History på ett sätt som framhävde en gradvis rätlinjig utveckling av hästen.
Allteftersom fler fossil av hästdjur har upptäckts, har man fått dra slutsatsen att den faktiska evolutionen från  Hyracotherium till Equus är mycket komplexare och mer mångförgrenad än man från början trodde. Den raka linjen mellan arterna har ersatts av en rikare modell med ett stort antal grenar i olika riktningar, av vilken enbart en leder till den moderna hästen. Man betonar numera att hästen inte är slutmålet för all evolution inom hästdjuren, utan enbart det enda släkte som överlevt till nutid.
Detaljerad information från fossil om nya hästdjurs antal och spridning har också visat att utvecklingen från en art till en annan inte var så jämn och sammanhängande som en gång antogs. Även om vissa övergångar, som den från Dinohippus till Equus, verkligen var gradvisa framsteg så var ett antal andra, som den från Epihippus till Mesohippus, relativt sett abrupta och plötsliga, sett i ett geologiskt tidsperspektiv, och förändringen skedde under blott ett par miljoner år. Både anagenes (gradvis förändring av genfrekvensen hos en population) och kladogenes (varvid en population "uppdelades" i två distinkta utvecklingsgrenar) förekom, och många arter levde sida vid sida med den art de utvecklats från. Förändringar i vad som kännetecknade ett hästdjur skedde inte alltid längs en rät linje; vissa särdrag kom och gick och kom tillbaka under olika tidpunkter på utvecklingslinjen, och det är endast från ett historiskt perspektiv som en utvecklingstrend kan urskiljas.

## Släkten
- †Anchilophus
- †Anchitherium
- †Archaeohippus
- †Astrohippus
- †Calippus
- †Cormohipparion
- †Dinohippus
- †Epihippus
- Equus
- †Eurohippus
- †Haplohippus
- †Haplohippus
- †Hipparion
- †Hippidion
- †Hypohippus
- †Hyracotherium
- †Lophiotherium
- †Megahippus
- †Merychippus
- †Mesohippus
- †Miohippus
- †Nannippus
- †Neohipparion
- †Onohippidium
- †Orohippus
- †Pachynolophus
- †Paleotherium
- †Parahipparion
- †Parahippus
- †Pliohippus
- †Propachynolophus
- †Propalaeotherium
- †Pseudohipparion
- †Scaphohippus
- †Sinohippus
- †Stylohipparion